# Strempeliopsis
Strempeliopsis är ett släkte av oleanderväxter. Strempeliopsis ingår i familjen oleanderväxter.
Kladogram enligt Catalogue of Life:
| Strempeliopsis | \| \| Strempeliopsis arborea \| \| \| \| \| \| Strempeliopsis strempelioides \| \| \| \| |
|                | \| \| Strempeliopsis arborea \| \| \| \| \| \| Strempeliopsis strempelioides \| \| \| \| |
|                | Strempeliopsis arborea                                                                   |
|                |                                                                                          |
|                | Strempeliopsis strempelioides                                                            |
|                |                                                                                          |